# Équipe de Côte d'Ivoire de beach soccer
L'équipe de Côte d'Ivoire de beach soccer est une sélection qui réunit les meilleurs joueurs ivoiriens dans cette discipline.

## Histoire
À la différence de nombreux pays africains, la Côte d'Ivoire possède un véritable championnat de beach soccer.
Fermement déterminée à décrocher son sésame pour Tahiti 2013 à l'entame des qualifications africaines au Maroc, la Côte d’Ivoire hérite d’un groupe plutôt relevé avec la présence du Nigeria, habitué des phases finales, de l’Égypte et de la Libye. Les protégés de Jean Soro démarrent pied au plancher avec une victoire face aux Pharaons (4-1). Menés 3-0 par la Libye, les Ivoiriens doivent puiser dans leurs réserves pour s’imposer 5-4. Les Éléphants battent ensuite le Nigeria sur le même score pour finir en tête de leur groupe, avant de dominer le Maroc en demi-finale (5-4). Malgré leur revers en finale contre le Sénégal (4-1), l’objectif est atteint. La Côte d'Ivoire dispute sa deuxième phase finale de Coupe du monde FIFA, après l’édition 2009 à Dubaï. A l’époque, les Éléphants terminent 3e de leur groupe, derrière le Japon et l’Espagne mais devant le Salvador, qu’ils dominent lors de la première journée (7-6).

## Palmarès
- Coupe du monde
  - 1er tour en 2009 et 2013

- Championnat d'Afrique
  - Finaliste en 2009 et 2013
  - Troisième en 2007 , 2008

## Effectif
Sélection ayant participé à la Coupe du monde 2013
| N° | Nom                  | Poste      |
| -- | -------------------- | ---------- |
| 1  | Yaya Bakayoko        | Gardien    |
| 2  | Landry Djimi         | Ailier     |
| 3  | Isaac Beda           | Ailier     |
| 4  | Guy Djedjed          | Défenseur  |
| 5  | Lacine Diomande      | Défenseur  |
| 6  | Mamadou Diarrassouba | Pivot      |
| 7  | Bile Kablan          | Ailier     |
| 8  | Moustapha Sakanoko   | Ailier     |
| 9  | Daniel Kouassitchi   | Pivot      |
| 10 | Thierry Bahi         | Pivot      |
| 11 | Eric Tchetche        | Pivot      |
| 12 | Armand Kouadio       | Gardien    |
|    | Lohognon Soro        | Entraineur |